# Karel Keller
Karel Keller (* 8. dubna 1944) je emeritní lektor Filozofické fakulty Univerzity Karlovy v Praze, absolvent FF UK oboru arabistika a hispanistika (1961–1966).
Je švagrem profesora Stanislava Balíka (1928–2015) a strýcem Stanislava Balíka ml. (nar. 1956).[zdroj?]

## Život a dílo
V letech 1967–1969 absolvoval na FF UK doktorské studium a obhájil disertační práci Sémantická analysa arabského slovesného systému, čímž získal akademický titul PhDr. Ve výzkumu dále pokračoval, zvláště nutno zmínit kvantitativní výzkum Baranovova arabsko-ruského slovníku. Obzvláště se zaměřuje na desátý a jedenáctý rozšířený slovesný kmen. Vychoval 158 arabistů a je považován za největšího interpretátora Syntaxe spisovné arabštiny z pera prof. Jaroslava Oliveria.[zdroj?]
Společně s profesorem Bohumilem Zavadilem je pokládán rovněž za největšího znalce baskičtiny.[zdroj?]
Na Filosofické fakultě vyučuje předmět Četba a interpretace Koránu, kde se opírá o český překlad Ivana Hrbka a jeho poznámkový aparát. Svoji hispanistickou specializaci uplatňuje na FF UK, kde již několik desetiletí mohl přednášet o dějinách muslimského Španělska.
Vystoupil např. v dokumentu o arabském světě a islámu (např. dokument Já muslim, 2005).